# فيال
هذه المقالة عن قرية إيرانية، لقالة أخرى عن وحدة العلاج فيال من الرابط فيال(وحدة دواء)
فيال (بالفارسية: فیال) هي قرية تقع في إيران في قسم همت أباد الريفي. يقدر عدد سكانها بـ 2,460 نسمة .